# Imelda Mays diskografi
Imelda May er en irisk rockabilly-musiker og singer-songwriter, og hendes diskografi består af seks studiealbums, ti singler og adskillige musikvideoer.

## Studiealbums

### Studio albums
| Titel                 | Albumdetaljer                                                                   | Højeste hitlisteplacering | Højeste hitlisteplacering | Højeste hitlisteplacering | Højeste hitlisteplacering | Højeste hitlisteplacering | Højeste hitlisteplacering | Højeste hitlisteplacering | Højeste hitlisteplacering | Højeste hitlisteplacering | Certificering |
| Titel                 | Albumdetaljer                                                                   | IRL                       | AUS                       | BEL                       | FRA                       | NZL                       | SPA                       | UK                        | US                        | US Heat                   | Certificering |
| --------------------- | ------------------------------------------------------------------------------- | ------------------------- | ------------------------- | ------------------------- | ------------------------- | ------------------------- | ------------------------- | ------------------------- | ------------------------- | ------------------------- | ------------- |
| No Turning Back       | - Released: 19 September 2003 - Label: Foot Tapping - Formats: CD               | —                         | —                         | —                         | —                         | —                         | —                         | —                         | —                         | —                         |               |
| Love Tattoo           | - Released: 20 October 2008 - Label: Universal - Formats: CD, digital download  | 1                         | —                         | —                         | 14                        | —                         | —                         | 58                        | —                         | —                         | - BPI: Gold   |
| Mayhem                | - Released: 3 September 2010 - Label: Decca - Formats: CD, LP, digital download | 1                         | 46                        | 72                        | —                         | 30                        | 57                        | 7                         | 108                       | 1                         | - BPI: Gold   |
| Tribal                | - Released: 28 April 2014 - Label: Decca - Formats: CD, LP, digital download    | 1                         | —                         | 186                       | 133                       | 17                        | 81                        | 3                         | 92                        | —                         |               |
| Life Love Flesh Blood | - Released: 7 April 2017 - Label: Decca - Formats: CD, LP, digital download     | 2                         | —                         | 60                        | 151                       | —                         | —                         | 5                         | —                         | —                         | - BPI: Silver |
| 11 Past the Hour      | - Released: 16 April 2021 - Label: Decca - Formats: CD, LP, digital download    | 1                         | —                         | 174                       | —                         | —                         | —                         | 6                         | —                         | —                         |               |

## Singler
| Titel                                                                           | År   | Højeste hitlisteplacering | Højeste hitlisteplacering | Album                 |
| Titel                                                                           | År   | IRL                       | BEL                       | Album                 |
| ------------------------------------------------------------------------------- | ---- | ------------------------- | ------------------------- | --------------------- |
| "Johnny Got a Boom Boom"                                                        | 2009 | 88                        | —                         | Love Tattoo           |
| "Big Bad Handsome Man"                                                          | 2009 | —                         | —                         | Love Tattoo           |
| "Psycho"                                                                        | 2010 | —                         | —                         | Mayhem                |
| "Mayhem"                                                                        | 2010 | 24                        | —                         | Mayhem                |
| "Kentish Town Waltz"                                                            | 2010 | 25                        | —                         | Mayhem                |
| "Inside Out"                                                                    | 2011 | —                         | —                         | Mayhem                |
| "Sneaky Freak"                                                                  | 2011 | —                         | —                         | Mayhem                |
| "Road Runner"                                                                   | 2011 | —                         | 96                        | More Mayhem           |
| "Make a Wish"                                                                   | 2011 | 46                        | —                         | Non-album single      |
| "It's Good to Be Alive"                                                         | 2014 | 19                        | —                         | Tribal                |
| "Wild Woman"                                                                    | 2014 | —                         | —                         | Tribal                |
| "Call Me"                                                                       | 2016 | —                         | —                         | Life Love Flesh Blood |
| "Black Tears" (featuring Jeff Beck)                                             | 2017 | —                         | —                         | Life Love Flesh Blood |
| "Should've Been You"                                                            | 2017 | —                         | —                         | Life Love Flesh Blood |
| "Just One Kiss" (featuring Noel Gallagher & Ronnie Wood)                        | 2021 | —                         | —                         | 11 Past The Hour      |
| "—" denotes releases that did not chart or were not released in that territory. |      |                           |                           |                       |